# ASEAN Intergovernmental Commission on Human Rights
Die ASEAN Intergovernmental Commission on Human Rights (AICHR) wurde im Oktober 2009 als Beratendes Gremium der Association of Southeast Asian Nations (ASEAN) gegründet. Die Kommission soll die Menschenrechte fördern und schützen und die regionale Kooperation zu den Menschenrechten in den Mitgliedstaaten koordinieren (Brunei, Kambodscha, Indonesien, Laos, Malaysia, Myanmar, Philippinen, Singapur, Thailand und Vietnam). Die AICHR versammelt sich mindestens zwei Mal pro Jahr.
Die Menschenrechte werden in der ASEAN Charter (Art. 1.7, 2.2.i und 14) und weiteren Schlüsseldokumenten der ASEAN begründet. Die Kommission arbeitet durch Konsultationen und Konsensbildung. Jeder der 10 Mitgliedsstaaten hat ein Vetorecht. Die Kommission sieht keine unabhängigen Beobachter vor.

## Organisation
Die AICHR wird geleitet durch ein Repräsentanten-Gremium. Jeder Mitgliedsstaat stellt dazu einen Delegierten, welcher von der Regierung benannt und der Regierung verantwortlich ist und auf eine Amtszeit von drei Jahren ernannt wird. Das Mandat kann einmal erneuert werden. Die Kommission hat 14 Mandate, welche hauptsächlich für die Förderung und den Schutz der Menschenrechte, Aufbau von Kapazitäten, Beratung und technischer Unterstützung, Informationsbeschaffung und Interaktion mit nationalen, regionalen und internationalen Körperschaften bestimmt sind. Eines seiner Mandate war es „eine Menschenrechtserklärung der ASEAN zu entwickeln“ („to develop an ASEAN Human Rights Declaration“), aber als diese im November 2012 angenommen wurde, kritisierten Menschenrechtsgruppen die Verwendung von Formulierungen, die darauf hindeuteten, dass der Zugang zu Menschenrechte setzte „die Erfüllung entsprechender Pflichten voraus, da jeder Mensch Verantwortung gegenüber allen anderen Individuen, der Gemeinschaft und der Gesellschaft, in der er lebt“, trägt („the performance of corresponding duties as every person has responsibilities to all other individuals, the community and the society where one lives“). Nichtregierungsorganisationen in der Region brachten bei der konstituierenden Sitzung in Jakarta Fälle von angeblichen Menschenrechtsverletzungen vor.
Die Kommission wurde von Beobachtern als „zahnlos“ („toothless“) bezeichnet, unter anderem von The Wall Street Journal. Der Vorsitzende von ASEAN, Abhisit Vejjajiva, erklärte: „...die Zähne der Kommission würden entlang des Weges stärker werden“ („...the commission’s 'teeth' would be strengthened down the road“), aber sechs Jahre nach der Gründung der AICHR beklagen Kritiker, dass „...seit sie gegründet wurde,... hat die [AICHR] noch keinerlei Maßnahmen unternommen um auch nur die grundlegenden Freiheiten der Bürger zu sichern, welche sie angeblich repräsentiert.“ („...since it was launched,...[AICHR] has yet to take any action to safeguard the most basic freedoms of citizens it supposedly represents“).

## Mitglieder der AICHR-Kommission

### 2009–2012
| Name                         | Land        |
| ---------------------------- | ----------- |
| Om Yenting                   | Kambodscha  |
| Rafendi Djamin               | Indonesien  |
| Bounkuet Sangsomsak          | Laos        |
| Awang Abdul Hamid Bakal      | Malaysia    |
| Kyaw Tint Swe                | Myanmar     |
| Rosario G. Manalo            | Philippinen |
| Richard Magnus               | Singapur    |
| Dr. Sriprapha Petcharamesree | Thailand    |
| Do Ngoc Son                  | Vietnam     |

### 2013–2015
| Name                                           | Land        |
| ---------------------------------------------- | ----------- |
| Pehin Dato Dr. Awang Hj. Ahmad bin Hj. Jumat   | Brunei      |
| Srun Thirith                                   | Kambodscha  |
| Rafendi Djamin                                 | Indonesien  |
| Phoukhong Sisoulath                            | Laos        |
| Tan Sri Dato' Sri Dr. Muhammad Shafee Abdullah | Malaysia    |
| U Kyaw Tint Swe                                | Myanmar     |
| Rosario G. Manalo                              | Philippinen |
| Chan Heng Chee                                 | Singapur    |
| Dr. Seree Nonthasoot                           | Thailand    |
| Le Thi Thu                                     | Vietnam     |